# Gustave Paul Cluseret

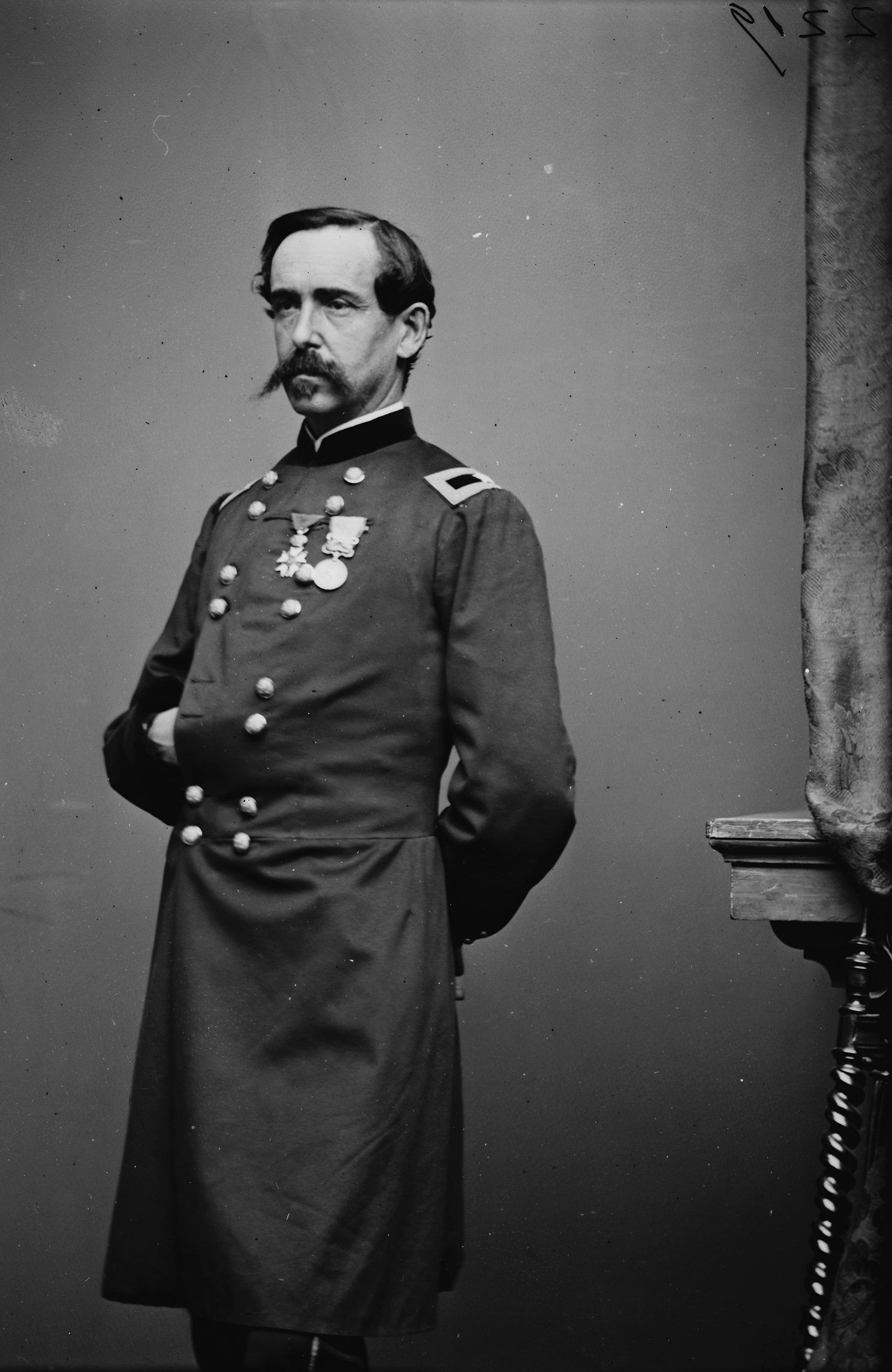
Gustave Paul Cluseret.

Gustave Paul Cluseret, född 13 juni 1823, död 21 augusti 1900, var en fransk militär och politiker.
Som officer i franska armén tog Cluseret verksam del i kuvandet av juniupploppet i Paris 1848, men måste lämna Frankrike 1851, sedan han motarbetat Napoleon III:s statskupp. Han deltog därefter i Giuseppe Garibaldis frihetskamp och det nordamerikanska inbördeskriget. Efter att en kortare tid ha vistats i Frankrike utvisades han på nytt 1869 men återvände sedan Napoleon III störtats, och försökte grunda socialistiska republiker i Lyon och Marseille. Vid Pariskommunen blev han en av krigsdepartementets ledare och dömdes efter kommunens fall till döden, men hade då redan flytt till Schweiz. Efter amnestin 1880 återvände Cluseret och invaldes 1888 i deputeradekammaren, där han anslöt sig till Partie ouvrier socialiste. Cluseret utgav bland annat Armée et démocratie (1869) och Mémoires (3 band, 1887-1888).